# أذر علييف (لاعب كرة قدم)
أذر علييف (الروسية: Азер Илгар оглы Алиев) (بالأذرية: Azər Əliyev)‏ هو لاعب كرة قدم روسي وأذربيجاني في مراكز الدفاع والوسط والهجوم، ولد في 12 مايو 1994 في Bezaqlo ‏ في جورجيا. لعب مع نادي أوفا ونادي نيفتشي باكو.

## وصلات خارجية
- أذر علييف (لاعب كرة قدم) على موقع قاعدة بيانات كرة القدم.إي يو (الإنجليزية)
- أذر علييف (لاعب كرة قدم) على موقع Soccerway.com (الإنجليزية)
- أذر علييف (لاعب كرة قدم) على موقع عالم كرة القدم.نت (الإنجليزية)